# Італія в Першій світовій війні
Італія в Першій світовій війні — участь Італії в Першій світовій війні, як союзника Антанти. До 1915 року Італія разом з Німеччиною та Австро-Угорщиною перебувала у Троїстому союзі. Італії обіцяли низку територій, що входили до складу Османської й Австро-Угорської імперії, а саме: область Трентіно-Альто-Адідже, Трієст, Південний Тіроль, Істрію та Далмацію. 23 травня Італія оголосила війну Австро-Угорщині. В результаті війни, Італія стала «переможеною» серед переможців, оскільки більшість обіцянок з боку Антанти не були виконані, що пізніше стане однією з головних причин приходу до влади фашистського режиму Муссоліні.

## Троїстий союз
У 1882 році сформувався Троїстий союз, до складу якого увійшли Німеччина, Австро-Угорщина, та Італія. Німеччина з метою ізолювати Францію почала шукати союз з Італією. Італія через суперечок з Францією про колонії у Північній Африці, очікувала допомогу від Німеччини. Згідно з угодою Німеччина та Австрія зобов'язувалися надати Італії військову підтримку у випадку, якщо Франція нападе на неї. Італія мала зробити те саме у випадку не спровокованого нападу на Німеччину. Учасники зобов'язалися зберегти нейтралітет у випадку війни будь-кого з них у випадку війни з великою державою (крім Франції) й надавати одне одному військову підтримку у випадку нападу на них однієї чи більше великих держав. Потім Німеччина та Австро-Угорщина підписали угоду, у якій йшлося, що Італія не вступатиме у війну у випадку, війни однієї з двох країн проти Великої Британії, тому що Італія не змогла б протидіяти великому морському флоту цієї країни. Італія хотіла панувати на Середземному морі та Півдні Європи.
Троїстий союз поклав початок створенню великих військових блоків у Європі, що лише посилювало небезпеку війни. Відповіддю на створення Троїстого союзу було сформування Антанти. Договір про Троїстий союз спочатку було підписано на п'ять років й продовжувався у 1887, 1892, 1897, 1902, 1906, 1912 роках.

## Антанта
У 1902 році Італія підписала угоду з Францією у якій йшлося, що Італія зобов'язується дотримуватися нейтралітету у випадку нападу Німеччини на Францію. Від самого початку війни італійське керівництво сумнівалося, хто переможе. Виконувати свої союзницькі обов'язки Італія не поспішала.

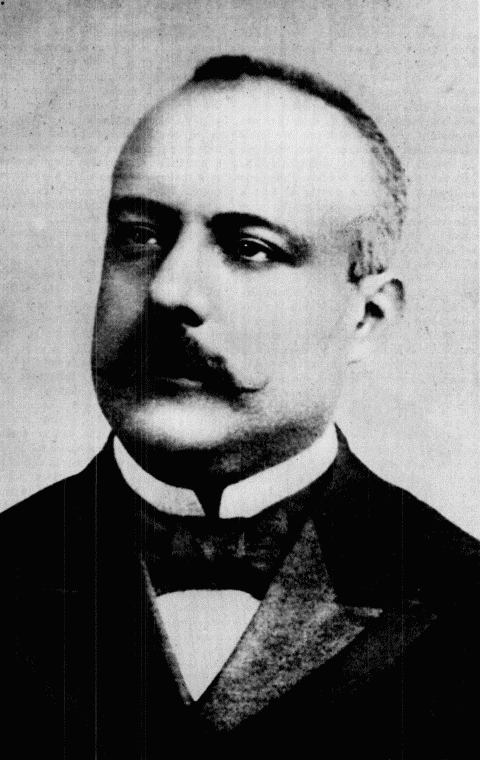
Антоніо Саландра

3 серпня 1914 року італійський король Віктор Еммануїл III повідомив Вільгельму II, що з італійської точки зору виникнення даної війни не підходить під формулювання casus foederis у тексті договору про Троїстий союз. У відповідь Вільгельм II назвав його «мерзотником». Того ж дня італійський уряд опублікував декларацію про нейтралітет. Міністр іноземних справ маркіз ді Сан-Джуліано повідомив німецькому послу, що якби Італію достатньо винагородили, вона була б готова вивчити шляхи підтримки союзників. 4 серпня італійський уряд повідомив про свою позицію щодо Центральних держав Сазонову.
Італійський уряд вступив у переговори з Антантою, вияснюючи, скільки та дасть за оголошення війни проти Німеччини та Австрії. Вже у серпні Італії було запропоновано Трентіно, Трієст та Валону. Німеччина обіцяла Італії Ніццу, Корсику й Савойю.
У жовтні 1914 році Італія захопила острів Сазані, розташований біля входу у Вльорську затоку. У грудні було окуповано Вльору.
З огляду на військово-морську залежність від Антанти Італія утрималася від війни на боці центральних держав.
Наступ німців у серпні 1914 року через Болгарію підтримувало в Італії схильність до нейтралітету і переговорів з Німеччиною. Змінили положення битва на Марні та зупинення наступу німецьких військ, після чого переговори з Антантою відновилися. Прем'єр-міністр Саландра заявив, що «громадська думка» примусить його стати на бік Антанти. У грудні у Рим було послано зі спеціальною місією екс-посла в Італії князя Бюлова. Там він зустрівся і з послами Антанти. Антанта запропонувала Італії у нагороду всі населені італійцями австрійські області. Пізніше Росія погодилася віддати Італії частину Далмарції.
26 квітня 1915 року Італія у Лондоні підписала договір, де зобов'язалась через три місяці почати війну проти своїх колишніх союзників. Для того Англії надала їй у позику 50 мільйонів фунтів.
3 травня Бюлов примусив барона Маккіо, якого застав на своїй віллі «Мальта» написати під його диктовку заяву, у якій було сказано, що Австро-Угорщина готова поступитися населеними італійцями частиною Тіролю, а також Градіску та західним берегом Ізонцо, Трієст мав стати вільним імперським містом з італійськими університетами, Австрія визнавала суверенітет Італії над Валоною й заявляла про свою політичну незацікавленость у Албанії. Бюлов негайно повідомив про це Джолітті, після чого він приїздить до Риму. Після нього прибули 308 депутатів з 508. Спираючись на більшість у Парламенті, Джолітті заявив королю та Саландрі, що не згоден з політикою поміченою у Лондонському договорі від 26 квітня. Саландра пішов у відставку. Крайні шовіністи, на чолі з колишнім соціалістом ренегатом Муссоліні який був на утриманні у французів та д’ Аннуціо, за яким стояли міцні капіталістичні інтереси, організували демонстрації проти Парламенту й переважаючих у ньому «нейтралістів». Король відставку Саландри не прийняв. 20 травня Парламент наклав вето на військові кредити. 23 травня Італія оголосила війну Австрії, але до кінця серпня наступного року вона формальна залишалася у мирі з Німеччиною.

## Італійський фронт
Див.: Італійський фронт Першої світової війни
Починаючи з 1882 року Італія разом з Німеччиною та Австро-Угорщиною перебувала у Троїстому союзі. Італійське керівництво з самого початку війни сумнівалось хто в ній переможе. Італійський уряд вступив у переговори з Антантою, вияснюючи, скільки та дасть за об'явлення у війні проти Німеччини та Австрії. Вже у серпні Італії було запропоновано Трентіно, Трієст та Варону. Німеччина в свою чергу обіцяла Ніццу та іще два міста.
26 квітня в Лондоні між італійською делегацією й делегацією Антанти біло підписано Лондонську угоду. Згідно угоди, Італія вступила до війни на боці Антанти, а Велика Британія надала кредит на суму 50 млн фунтів стерлінгів. Італії пообіцяли низку територій, що входили до складу Османської та Австро-Угорської імперії: Трентіно-Альто-Адідже, Трієст, Південний Тіроль, Істрію та Далмацію. Німеччина намагалась змусити Австро-Угорщину передати Італії після війни території, населені італійцями. Італія на деякий час погодилась зберегти нейтралітет. Після наступу німців у Болгарії Італія вела активні переговори з Німеччиною, проте після зупинення наступу німецьких військ переговори з Антантою було відновлено.
3 серпня 1914 року Віктор Еммануїл III повідомив Вільгельму II, що з італійської точки зору виникнення даної війни не підходить під формулювання casus foederis у тексті договору про Троїстий союз.
Бойові дії на Італійському фронті тривали з травня 1915 по листопад 1918 року.
Італійський театр воєнних дій розташовувався вздовж усього австро-італійського кордону, від Трентіно до Адріатичного моря. Головним фактором вступу Італії у війну на боці Антанти стало бажання провести значні територіальні зміни за рахунок Австро-Угорщини.
Після вступу до війни італійське командування планувало провести потужний наступ углиб території Австрії і захопити низку важливих міст, однак невдовзі бойові дії на Італійському театрі воєнних дій набули характеру позиційних, аналогічних до бойових дій на Західному фронті.
У 1915 році наступальна ініціатива була на боці Італії, однак італійське командування не змогло здійснити вдалий наступ. Суть плану італійського наступу полягав у необхідності скористатись тим, що основні сили айстро-угорської армії навесні 1915 року перебували на Східному фронті й вели запеклі бої з російською армією, потім здійснити загальний наступ у долині Ізонцо й заволодіти усіма перевалами найважливішими пунктами на державному кордоні й таким чином позбавити австрійців у майбутньому можливості здійснювати наступальні операції.
Мобілізована італійська армія розгортала чотири армії, що мала у своєму складі 12 корпусів (35 дивізій). Чисельність контингенту призовників склала 2 мільйони осіб, з них половину була одразу ж призвана до діючої армії. Решта склала запас. До завершення мобілізації чисельність італійських збройних сил склала 870 000 осіб із 1 500 легкими і 200 важкими гарматами. Формально італійську армію очолював король, але формально командувачем був начальник Генерального штабу генерал Луїджі Кадорна.
Із вступом Італії до війни айстро-німецькому командуванню довелось розробляти план компанії на Італійському фронті. На кордоні з Італією було зосереджено 12 австро-угорських дивізій. Після оголошення Італією війни Австро-Угорщині, австрійське командування терміново перекинуло сюди ще 5 дивізій із Сербського фронту і 2 дивізії з Галичини.
Італійська армія чисельно переважала австрійську, але значно поступалася останній у бойовій підготовці й технічному оснащенні. Мало місце гостра нестача кулеметів, на озброєнні артилерії були переважено легкі 75-мм гармати Круппа. Армія відчувала нестачу в авіації, інженерних засобах, боєприпасах. Тактична й теоретична підготовка вищого офіцерського складу була невисокою.
Сили
- 2-га армія
- 3-тя армія
- 7-й корпус
- 11-й Корпус
- 6-й корпус
- 2-й корпус
- 4-й корпус
- 13-та піхотна дивізія
- 14-та піхотна дивізія
- 20-та піхотна дивізія
- 19-та піхотна дивізія
- 21-ша піхотна дивізія
- 12-та піхотна дивізія
- 11-та піхотна дивізія
- 4-та піхотна дивізія
- 3-тя піхотна дивізія
- 32-га піхотна дивізія
- 7-ма піхотна дивізія
- 8-ма піхотна дивізія
- Снайперська дивізія
- Альпіні групи А і Б
- Половина 29-ї піхотної дивізії

Резерв
- 14-й корпус
- Половина 29-ї піхотної дивізії
- 22-га піхотна дивізія
- 28-ма піхотна дивізія
- 30-та піхотна дивізія
- 23-тя піхотна дивізія
- 27-ма піхотна дивізія
- 33-тя піхотна дивізія
- 1-ша кавалерійська дивізія
- 2-га кавалерійська дивізія
- 3-тя кавалерійська дивізія

## 1915 рік
Одразу після оголошення війни, у ніч на 24 травня італійська армія перейшла в наступ, не завершивши зосередження й розгортання військ. Наступ розвивався у чотирьох напрямках. Італійські армії переважали австро-угорські війська за чисельністю вдвічі. В артилерійській підготовці взяли участь 700 італійських гармат. Бої розгорнулися одночасно на Ізонцо, у Карнійських та Кадорських Альпах, у Трентіно. У Трентіно, де наступ здійснювався кількома колонами, що сходились, італійським військам вдалося просунутись на лінію Коль-ді-Тонале — Рево — Роверето — Борго. У Кадорі частинам, що наступали вдалося захопити Монте-Кроче і Кортіна-д'Ампеццо.
Основним напрямком наступу став Ізонцо, де зосередилось головне угрупування італійських військ. На всьому фронті наступу, від Монте-Неро до Мої-Фальконе, зав'язались важкі прикордонні бої. Незважаючи на запеклий опір австрійських частин, тим, хто наступав, вдалося переправитись через Ізонцо. Італійцям вдалося розширити плацдарм після форсування річки біля Плави й захопити висоту Монте-Неро. Італійські частини увійшли до міста Горіція, однак потім їм довелося відступити звідси. Незабаром подальше просування італійських військ було призупинене контратаками австро-угорських військ, які отримали дві свіжі дивізії. Одним з факторів зупинки італійського наступу, стали помилки італійського командування, в першу чергу, недостатня артилерійська підготовка. Під час пересування військ вперед артилерія не підтримувала піхоту, що вела наступ, атаки були розрізненими, дротові загородження не були знищені артилерією.
Результатом битві при Ізонцо, стало захоплення італійською армією незначних територій і зрив італійського плану на захоплення панівних висот на австро-італійському кордоні. Втрати італійців складали 16 000 вбитими, пораненими й полоненими.
Під час підготовки нового наступу було приділено увагу ретельнішій артилерійській підготовці, однак нестача артилерійських боєприпасів, гвинтівок, а також ножиць для знищення колючого дроту, знівелювала чисельну перевагу італійців. 23 червня почався другий наступ італійців. Потужні удари італійських військ спрямовувались головним чином проти укріплених районів Тольміно й Гориці з метою розширення плацдарму біля Плави, який було захоплено ще під час першого наступу. На плато Крас зав'язались рукопашні бої між італійськими та австро-угорськими військами. 20-та австрійська дивізія у цих боях втратила дві третини особового складу. Італійці зазнали важких втрат поблизу Тольміно й Гориці, оскільки їхні атаки відбивалися кулеметним та артилерійським вогнем австро-угорських військ. 7 липня через значні втрати й нестачу резервів наступ було припинено.
18 липня, перегрупувавши сили та підтягнувши резерви, італійці відновили наступ. У новому наступі чисельність італійських військ досягала 250 000 осіб проти 87 000 австрійців. Однак слабка італійська артилерія не змогла зруйнувати загородження з колючого дроту, завдати шкоди австрійським окопам та підготувати атаку. Наступ здійснювався розрізнено і 3 серпня через значні втрати та нестачу боєприпасів його було призупинено. Цього разу італійська армія втратила 43 000 вбитими, пораненими й полоненими.
Незважаючи на невдалі дії італійської армії, їм вдалося відтягнути на себе австрійські сили зі Східного фронту. Протягом усієї літньої компанії австрійське командування перекинуло зі Східного фронту до Ізонцо 8 дивізій.
Наприкінці компанії 1915 року італійське командування здійснило ще дві наступальні операції в районі Ізонцо, щоб послабити австрійський тиск на Сербію.
Для проведення нової операції на Ізонцо італійське командування зосередило 338 батальйонів, 130 кавалерійських ескадронів зі 1372 гарматами. 18 жовтня почався третій наступ італійської армії. Завдяки добрій артилерійській підготовці італійцям вдалося з ходу захопити Плаву і спробували обійти австрійські війська поблизу Гориці з флангу, але останні змогли утримати свої позиції. Втрати італійської армії склали 67 000 вбитими, пораненими й полоненими.
10 листопада почався черговий наступ італійців в Ізонцо.
2 грудня четверта битва при Ізонцо завершилась, настало сильне похолодання. Втрати Італії склали 113 000 чоловік. Для прориву позиційного фронту у італійців було катастрофічно мало важкої артилерії.
Всі важливі стратегічні пункти, такі як: Роверето, Трієнт, Тоблах, Тарвіз, Гороція і Трієст залишилися в руках австрійців. Загальні втрати італійців за 1915 рік склали 280 000 вбитими, пораненими й полоненими. До італійського театру бойових дій було прикуто 25 австрійських дивізій.

## 1916
Через значні втрати 1915 року італійське керівництво в листопаді того ж року оголосила призов на військову службу 19-річних юнаків. На початку 1916 року, розпочався призов старшого віку, для формування робочих батальйонів і служб забезпечення тилу. Додаткова мобілізація дозволила до квітня 1916 року сформувати чотири нових корпуса, а також велику кількість підрозділів територіальної міліції, робочих батальйонів. До війська надійшла велика кількість кулеметів й артилерії. Якщо в травні 1915 року в італійських військ було 350 кулеметних взводів, то до квітня 1916 року їх кількість зросла понад 1000, не враховуючи 11 кінно-кулеметних ескадронів та 6 автомобільних кулеметних взводів. До військ надійшло понад 100 польових та гірських гармат. Було сформовано 38 зенітних батарей. Значно зросло виробництво боєприпасів.
У січні 1916 року айстро-угорські війська перейшли в атаку й захопили італійські позиції поблизу Гориці.
У березні на прохання французького головнокомандувача Жоффа почався новий великомасштабний наступ італійської армії. Генерал Кадорна для наступу в Ізонцо розгорнув 7 корпусів. Внаслідок густого снігопаду й дощу артилерійська підтримка не дала очікуваних результатів. Просування італійських військ було мінімальним, а в деяких місцях австрійці самі перейшли в контратаки, бої тривали до 29 березня. Наступ не приніс італійському командуванню жодних вигод. Італійці втратили 1882 чоловіка, австро-угорська армія 1985 чоловік.
Наступною значною операцією на Італійському фронті став наступ австро-угорських військ у Трентіно. До травня у Трентіно було зосереджено 18 австрійських дивізій із 2000 гармат, які було розділено на дві армії.
15 травня почався перший широкомасштабний наступ австрійської армії на Італійському фронті. Австрійській піхоті вдалося з ходу захопити першу лінію італійської оборони. У наступня дні італійці були відкинуті ще на 3—12 кілометрів. Австро-угорські війська наступали між Адідже та Брентою, маючи за найближчу мету захопити височину Семи Комун.
Італійська армія була змушена відступити на фронті у 60 кілометрів.
30 травня австрійці захопили Арсьєво та Асіаго. Це змусило Кадорну вдруге звернутись до російського командування з вимогами розпочати наступ у найближчі 24 години на Східному фронті, щоб відтягнути на себе частину австрійських дивізій. Ця вимога була головною причиною передчасного Брусиловського прориву.
Невдовзі австрійські війська призупинились, очікуючи на підхід важкої артилерії. Це дало змогу Кадорні перекинути до Трентіно близько 40 000 чоловік. Після Брусиловського прориву 4 червня та перекидання половину італійських сил з Трентіно до Галичини австрійським військам 16 червня було віддано наказ припинити активні дії. В одній із сутичок на Ізонцо австрійці вперше на Італійському фронті застосували хімічну атаку, яка вивела з ладу 6 300 італійських солдатів.
Завдяки перекиданню в Трентіно значних сил, Кадорні вдалося сформувати 5-ту армію і здійснити контратаку в Трентіно. Під час битви поблизу Асіаго італійці втратили 15 000 вбитими, 76 000 пораненими, 56 000 полоненими і 294 гармати.
Бойові дії розгорнулися на території Італії. В ході наступу австро-угорські війська перебували за 30 кілометрів від Перуджі. 12 червня уряд Саландри пішов у відставку. Було сформовано уряд Паоло Бозеллі.

## 1917

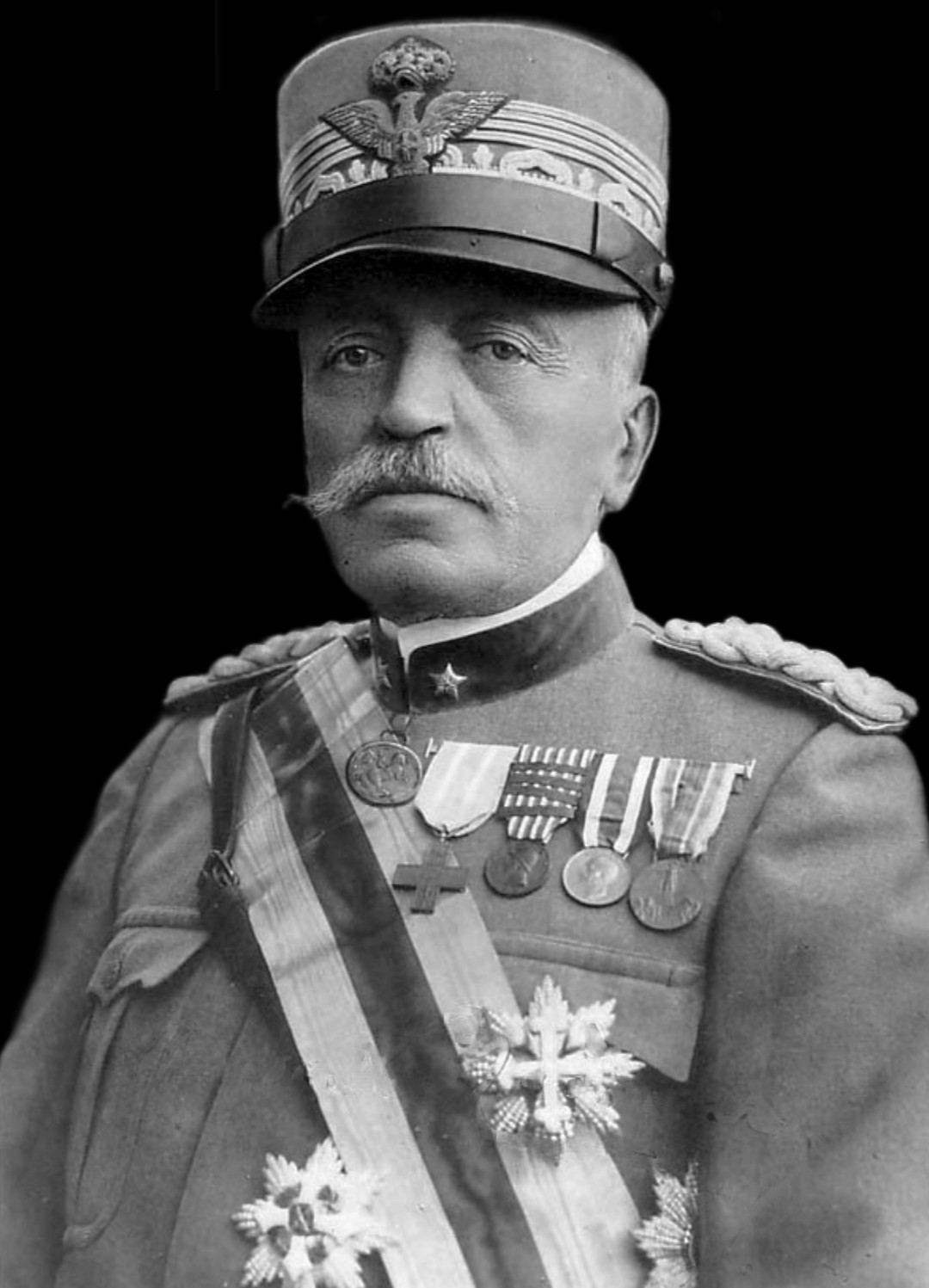
Луїджі Кадорна

У перші місяці 1917 року було сформовано 8 нових дивізій, кількість артилерії досягла 2100 гармат. Новий наступ на Ізонцо Кадорна почав готувати, впевнившись, що австрійці не планують наступу в Трентіно. Для прориву айстро-угорського фронту було зосереджено 28 дивізій, австрійці на цій ділянці мали 18 дивізій. Наступ почався 14 травня, артилерійською підготовкою на ділянці від Плави до Гориці. В операції брали участь 130 італійських літаків, що бомбили айстро-угорські позиції й обстрілювали їх кулеметним вогнем. Італійська піхота зуміла пересунутись на 2—3 кілометри. Було захоплено 7000 полонених та велику кількість трофеїв. Італійці зуміли захопити першу лінію оборони й низку панівних висот. Потім італійські війська просунулись ще на 2—4 кілометри.
19 травня італійці взялися до організації оборони на захоплених ділянках. Під час десятої битви за Ізонцо італійці втратили 36 000 вбитими, 96 000 пораненими і 25 000 полоненими. Австрійці втратили 100 000 убитими й пораненими та 24 000 полоненими.
Альпійські частини італійської армії зуміли захопити вершину Монте-Ортігара, однак невдовзі були атаковані альпійськими частинами айстро-угорської армії. Зазнавши значних втрат, італійські частини залишили раніше захоплені позиції. За провал операції з посади було знято командувача 6-лї італійської армії генерала Мамбетті.
У липні 1917 року на нараді командувачів союзними арміями було висловлено бажання, щоб італійська армія до кінця року здійснила ще один великий наступ.
18 серпня на Ізонцо від Тольміно до гирла р. Тімаво почався новий великий наступ італійської армії. Розпочалась одинадцята битва за Ізонцо. Здійснення операції покладалося на 2-гу й 3-тю італійські армії. На ділянці наступу італійці зосередили 51 дивізію та близько 5200 гармат, було заготовлено 3 500 000 снарядів. Головний удар завдали частини 2-ї армії на плато Байнзіцца, 3-тя армія наступала у смузі від річки Віпакко до моря.
У ніч на 19 серпня італійці почали зводити мости через Ізонцо, проте із запланованих чотирнадцяти було зведено лише шість. До ранку 19 серпня італійці, форсувавши річку, атакували австрійські позиції. На ділянці 2-ї армії їм вдалося просунутись на 10 кілометрів й захопити 20 000 полонених та велику кількість трофеїв. Однак, внаслідок втрат, стомленості військ та відсутності резервів 29 серпня наступ було вирішено припинити.
19 серпня почала наступ 3-я армія, і, незважаючи на підтримку італійських та англійських кораблів з моря, не змогла просунутись вперед. 23 серпня через великі втрати наступ було припинено. В одинадцятому наступі на Ізонцо італійці втратили 20 000 убитими, 50 000 пораненими та 50 000 зниклими безвісти. Австрійська армія втратила 30 000 убитими, 110 000 пораненими і 20 000 полоненими.
Наприкінці 1917 року італійська армія зазнала поразки у битві при Капоретто. Було окуповано 14 000 кілометрів квадратних Італії.

## 1918
Антанта вимагала від італійських військ негайного наступу, щоб прикувати якомога більше австро-німецьких сил в Італії. Генерал Діаз декілька разів заявляв, що італійська армія ще не готова до наступу, але підготовку до операції довелось розпочати. Австро-угорські війська випередили італійців та завдали удару першими.
Італійська армія мала 56 дивізій, 7043 польових і 523 зенітних гармати, 2046 мінометів, 676 літаків, 4 дирижаблі. Італійська розвідка зуміла довідатись про точну дату початку наступу — 15 червня. Того ж дня австро-угорські війська перейшли в атаку від р. Астіко до моря. В деяких місцях австрійці зуміли вклинитись в італійську оборонну, однак їх було вибито італійськими контратаками. Австрійці зуміли захопити плацдарм лише поблизу Монтелло.
У ніч на 23 червня айстро-угорські війська відійшли за річку П'яве на свої початкові позиції.
Генерал Діаз продовжував відмовлятися від усіх наступальних планів, чого вимазало союзне командування, що викликало невдоволення генерала Фоша. Під впливом успіхів союзників на Західному фронті, італійське командування почало підготовку до наступу. 24 жовтня наступ почався в районі Граппа. Італійській піхоті вдалося заволодіти деякими австрійськими позиціями. Але до кінця італійці зуміли втриматись лише на деяких захоплених позиціях. У наступні дні бої в районі Граппа відбувалися зі змінним успіхом.
Англо-французькі дивізії на річці Брента своїми активними діями зв'язали айстро-угорські війська, не давши їм можливості перекинути частину сил в районі Граппа.
24 жовтня розпочався наступ на річці П'яве. Італійцям вдалось форсувати річку й звести мости. Однак внаслідок підняття води у річці італійське командування припинило переправу військ. Військові, що переправилися до 27 жовтня звели кілька мостів. Того ж дня цими мостами перейшли річку італійські війська й захопили 3 плацдарми. На світанку австрійська артилерія знищила мости, а італійські частини, що переправились, виявилися відрізаними від своїх основних сил. Вони атакували австро-угорські позиції й просунулись на 3—4 кілометри. Італійці відновили переправи і кидали в бій свіжі сили. 28 жовтня австро-угорське командування віддало наказ про загальний відступ австрійських військ.
30 жовтня італійські війська вступили до Вітторіо.
Австро-угорська армія відступала на всьому фронті. 3 листопада італійці висадили десант й захопили Трієст. Битва при Вітторіо-Венето завершила бойові дії на Італійському театрі воєнних дій.

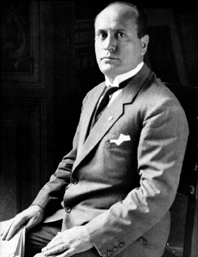
Б. Муссоліні — лідер фашистського руху.

## Наслідки
Під час Першої світової італійці втратили вбитими 700 тисяч чоловік, ще 1,5 мільйона — пораненими. Іноземні кредити й сировина, які надходили від держав-союзниць, дали змогу розгорнути промислове виробництво. Виникли такі промислові об'єднання як: «Фіат», «Бреда», концерн «Ансальдо».
Проте, сільське господарство Сицилії та Сардинії — південних регіонів Італії залишилось відсталим. Великі землевласники здавали землі в оренду під високий відсоток, що спричиняло розорення селян. Селяни в першу чергу вимагали проведення аграрної реформи, оскільки на 2,5 млн селян припадало лише 6 млн га землі.
В країні панували антивоєнні настрої, безробіття, безземелля й соціальна незахищеність, що призвело до активізації робочого й селянського руху в країні. Наприкінці серпня 1917 р. запеклі сутички між робітниками, військовими й поліцією тривали в Турині. У 1920 р. країну охопила економічна криза. У Генуї, Мілані й Турині відбувались масові страйки робітників. Найпопулярнішою в країні була соціалістична партія, яка орієнтувалась на російських більшовиків. У січні 1921 р. було створено комуністичну партію.
На півдні Італії розгорнувся селянський рух. Селяни захоплювали поміщицькі землі й вимагали зниження орендної плати.
В 1918—1922 рр. соціально-економічна ситуація в країні була критичною. Італійський уряд за цей час змінив чотирьох очільників.
В 1919 р. соціалісти виграли вибори й відмовились вітати короля на засіданні парламенту. Проте, середній клас був не зацікавлений у соціалістичній революції і віддавав свою підтримку лише тій силі, яка могла б не допустити цього. Такою силою стала Національна фашистська партія Б. Муссоліні.